# نووبایشوو
نووبایشوو (انگلیسی: Novobaishevo) یک شهرک در شهرستان بیرسکی باشقیرستان کشور روسیه است.